# 东升 (下罗村)
东升是中国广东省广州市从化区的一个自然村。在江埔街道东南面约3.5千米，属下罗村管辖。清朝时建村。1998年时，全村人口170人。